# William Goate
William Goate (ou Goat) (12 janvier 1836 - 24 octobre 1901) est un récipiendaire anglais de la croix de Victoria, la plus haute et prestigieuse distinction militaire pour acte de bravoure face à l'ennemi qui peut être attribuée aux forces armées britanniques et du Commonwealth. Il est né à Fritton (en) dans le Norfolk et mort à Portsmouth.

## Biographie

### Distinction militaire

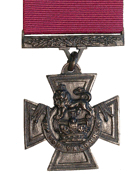
Croix de Victoria

Goate avait vingt-deux ans et était lance-corporal (grade inférieur au rang de Caporal dans l'armée britannique) dans le 9e/12e régiment royal de lanciers de l'armée britannique durant la révolte des cipayes, lorsque l'acte suivant, pour lequel il a été décoré de la croix de Victoria, se produisit le 6 mars 1858 à Lucknow en Inde:

« Acte remarquable de bravoure ayant eu lieu à Lucknow, le 6 mars 1858, pour être descendu de sa monture, en présence d'un grand nombre d'ennemis, et avoir ramassé le corps du Commandant Smyth, du 2e Dragoon Guards, qu'il a tenté de porter hors du champ de bataille, et après avoir été obligé de l'abandonner, étant encerclé par la cavalerie ennemie, il partit récupérer le corps pour la seconde fois sous les tirs ennemis. Dépêche du Général de division Sir James Hope Grant, K.C.B, datée du 8 avril 1858. »

Plus tard, il a atteint le rang de Caporal.

### Autres informations
Goate déménagea à Southsea en mai 1900 après avoir vécu à Jarrow et travaillé 22 ans à la compagnie de construction navale de Palmers et été membre pendant 18 ans de la Compagnie des volontaires de Jarrow dans laquelle il avait le même grade quand dans le 9th Lancers. Il est mort du cancer en 1901, à l'âge de 65 ans, au 22 Leopold Street à Southsea

### Lieu de sépulture
Goate a été enterré au cimetière Highland Road de Portsmouth et sa tombe a été réutilisée depuis. Il n'y avait aucune pierre tombale marquant sa tombe qui se situe au caveau E, rangée 5, tombe 20, mais une stèle commémorative a été érigée en octobre 2003.

## La médaille
Sa médaille de la croix de Victoria est exposée au Regimental Museum du 9e/12e régiment royal de lanciers au Derby Museum en Angleterre.